# 模擬市民4：高中歲月
《模擬市民4：高中歲月》是《模擬市民4》推出的第12部資料片。於2022年7月28日在Microsoft Windows、macOS、PlayStation 4和Xbox One推出。主要增加青少年的高中體驗，並能在高中場地控制模擬市民，類似於《來去上班》和《星夢起飛》中包含的工作。添加位於拉蘇里湖畔的新世界考柏戴爾（Copperdale）。

## 評價
根據匯總媒體Metacritic，遊戲獲得「褒貶不一或中庸」評價，得分為71/100。

## 外部鏈結
- 官方网站（繁體中文）
- 官方网站（简体中文）